# متحف دافنيه
متحف دفينة أو متحف النقود هو أول متحف متخصص ودائم للعملات المعدنية والأوراق النقدية في إيران . اُفتتح هذا المتحف في 7 تموز 1997 من إدارة المتاحف التابعة لمؤسسة الثورة الإسلامية للمحروميين . وسُجل مبنى المتحف برقم 31716 بتاريخ 1/3/2017 في قائمة المعالم الوطنية الإيرانية. سُمي هذا المبنى بعد إعادة افتتاح متحف سردار آسيماني.

## معرض الصور

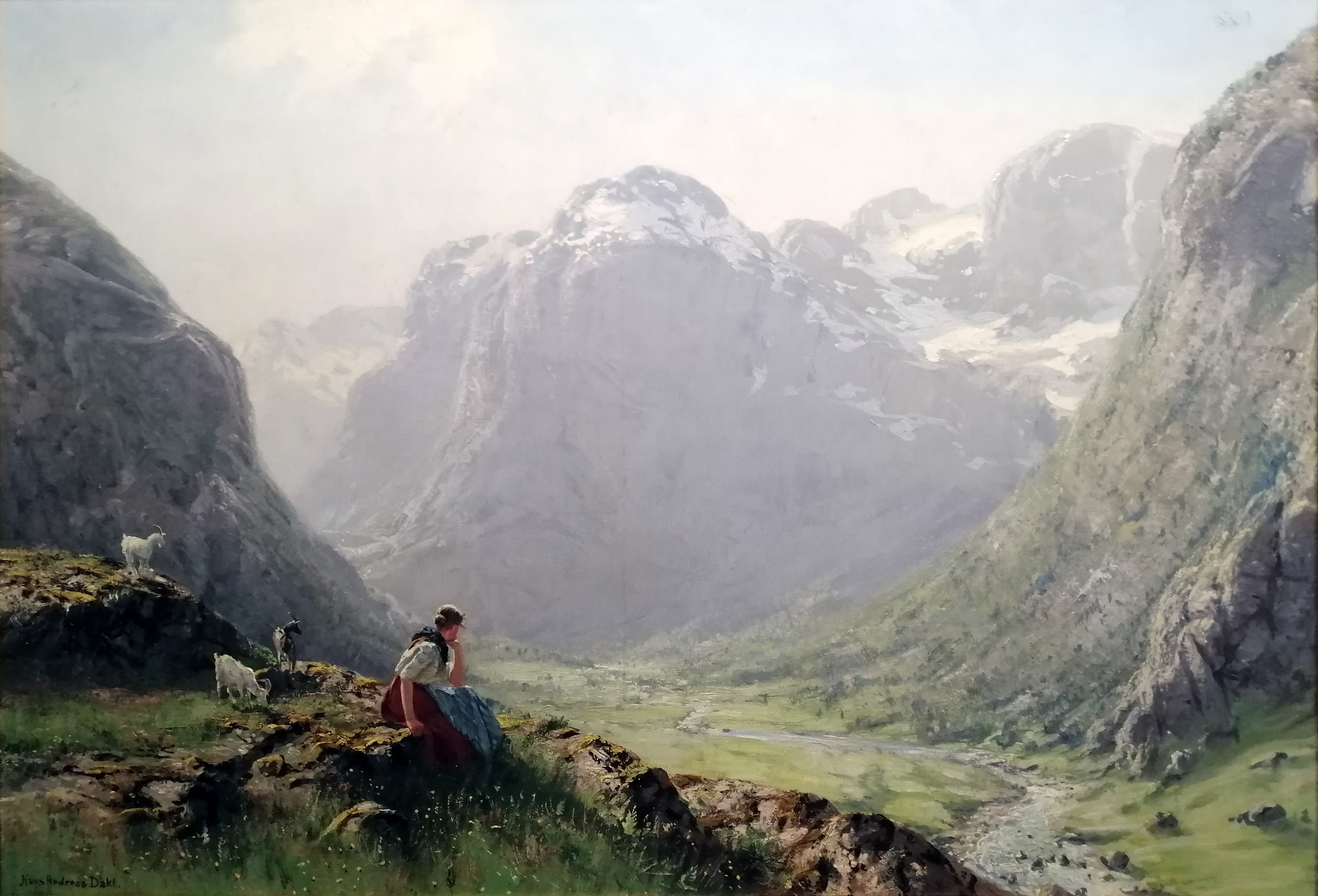
في الجبال بقلم هانز أندرس دال
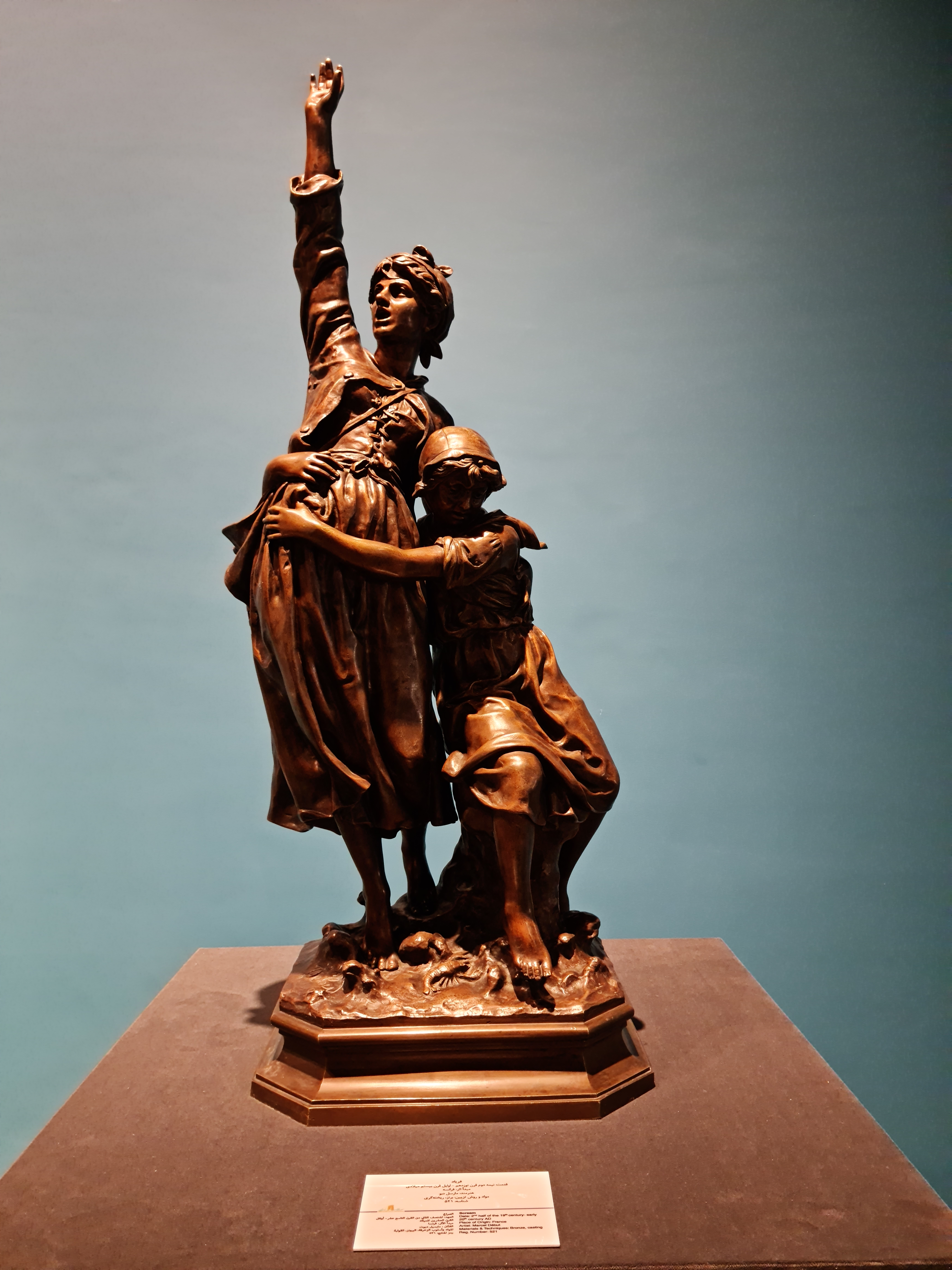
الصرخة بقلم مارسيل ديبو
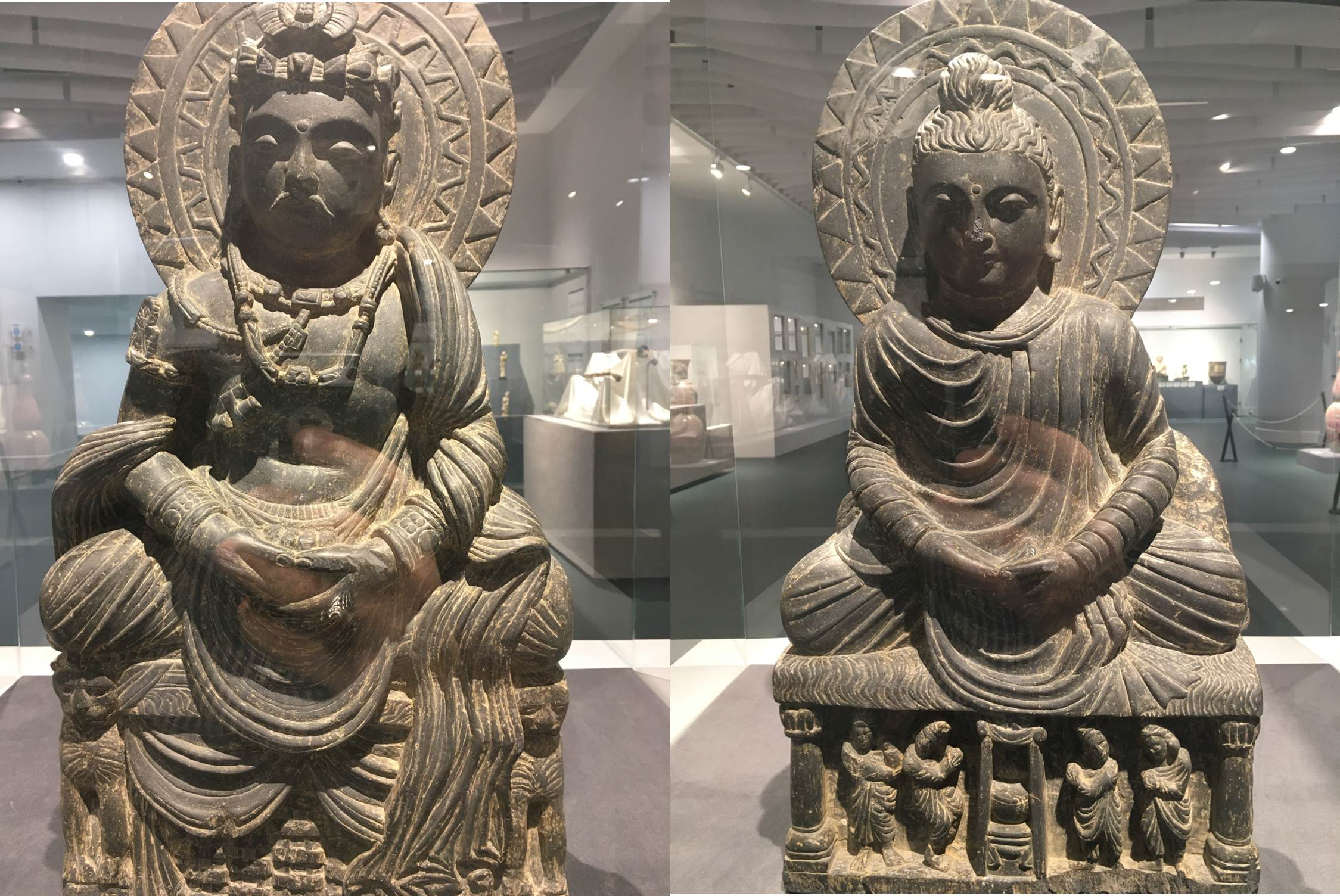
تمثال بوذا ذو الوجهين
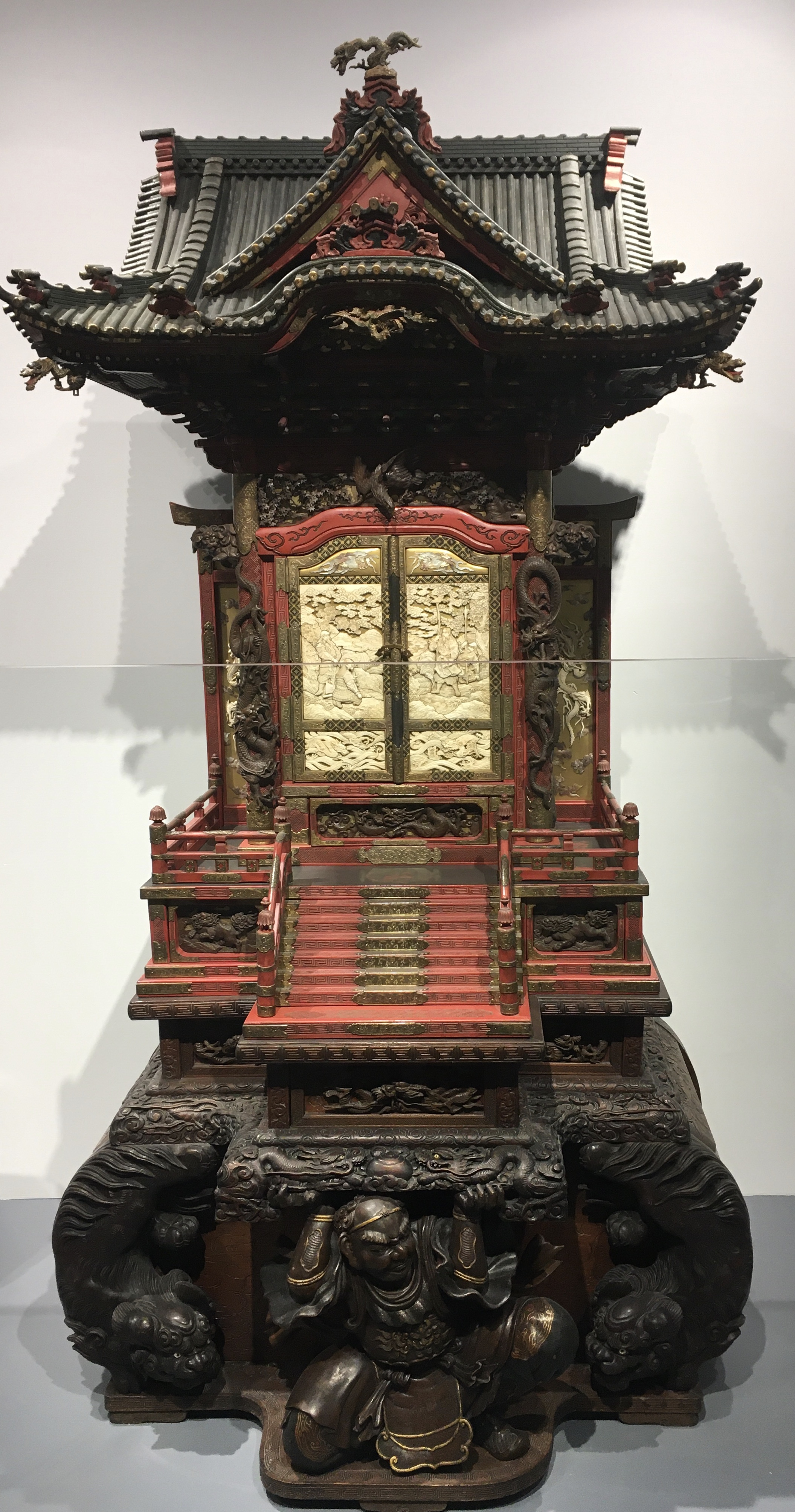
نسخة طبق الأصل من المعبد - الفن الياباني
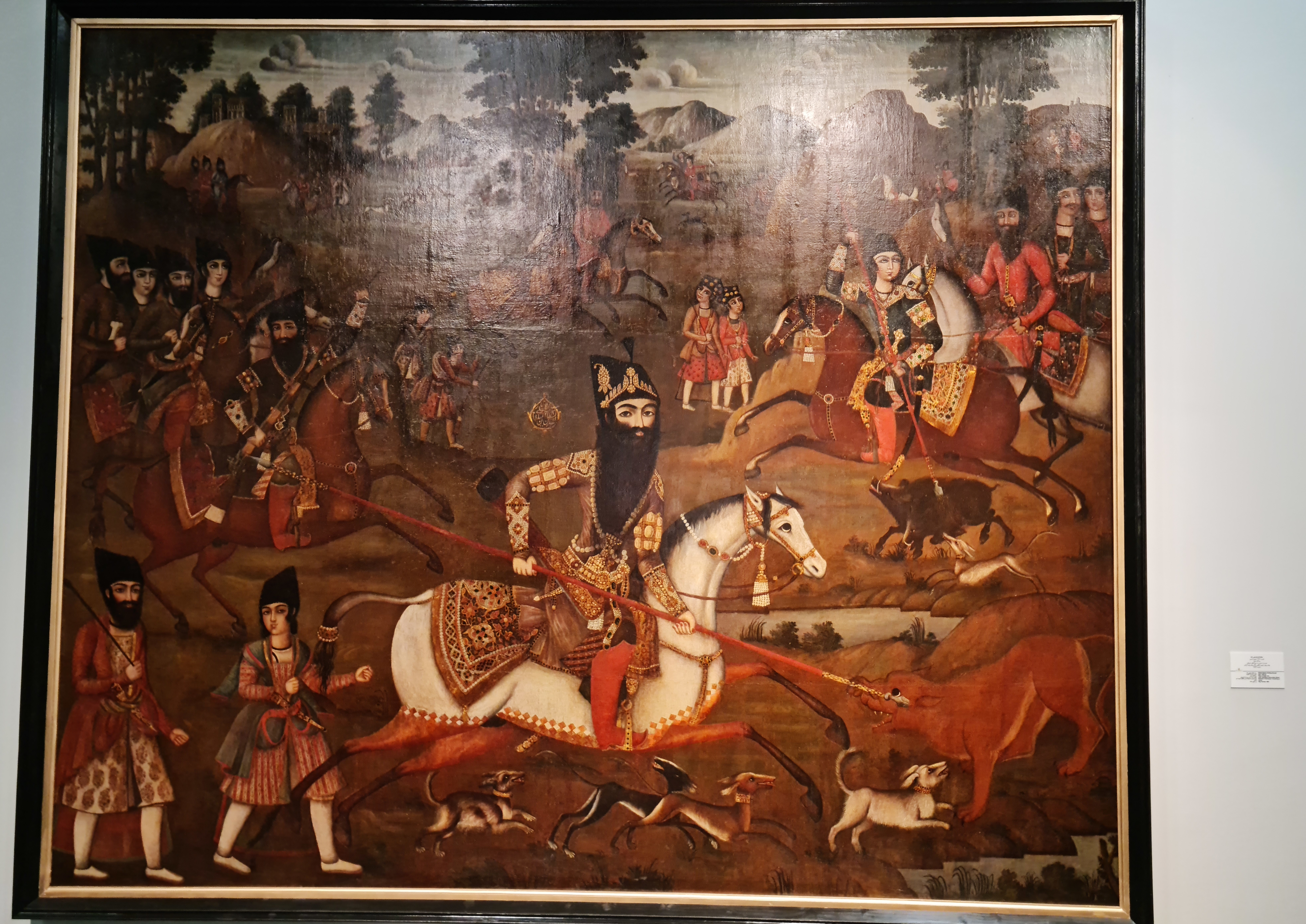
لوحة أرض الصيد للفنان فتح علي شاه
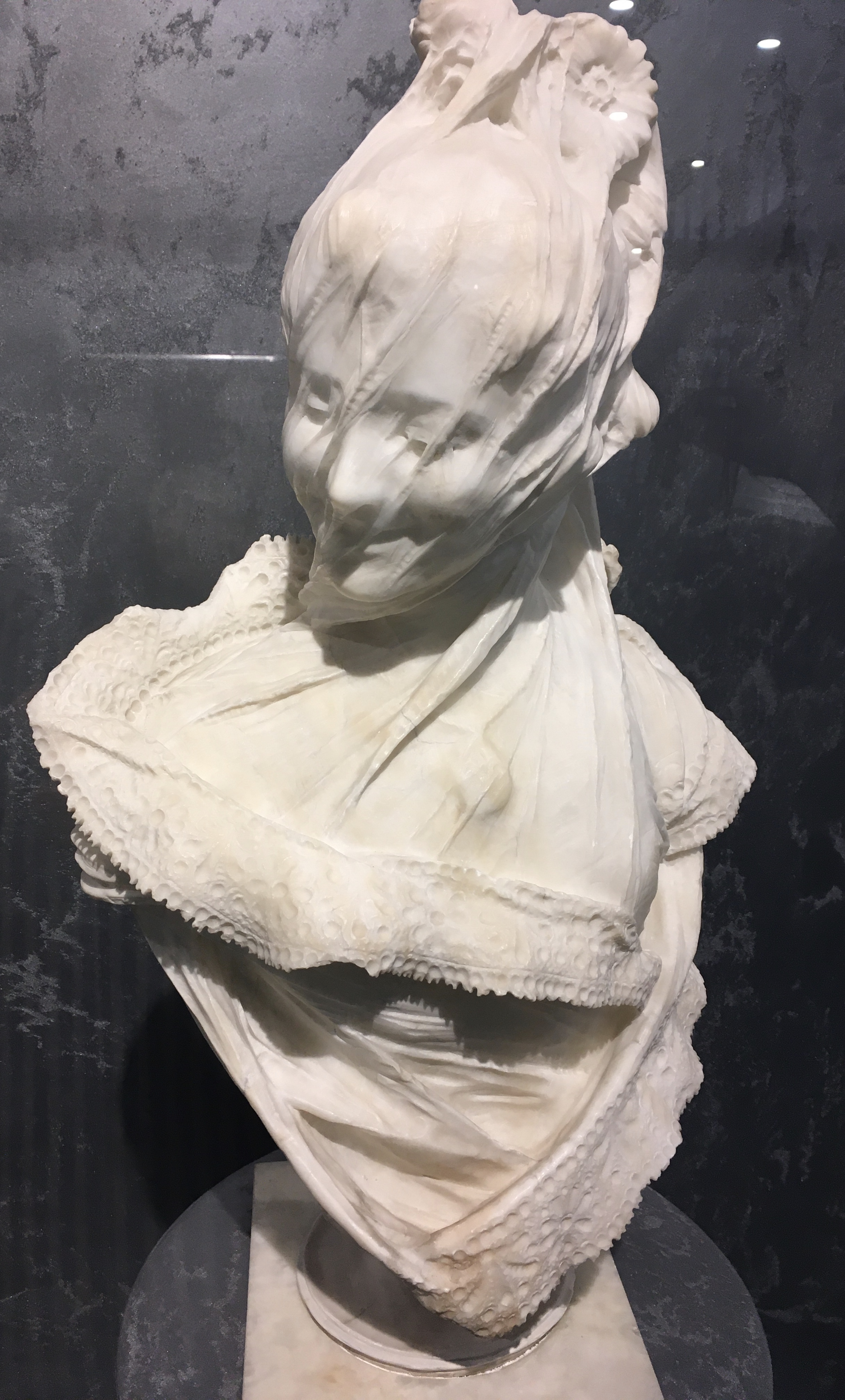
تمثال حجري لسيدة ترتدي الحرير
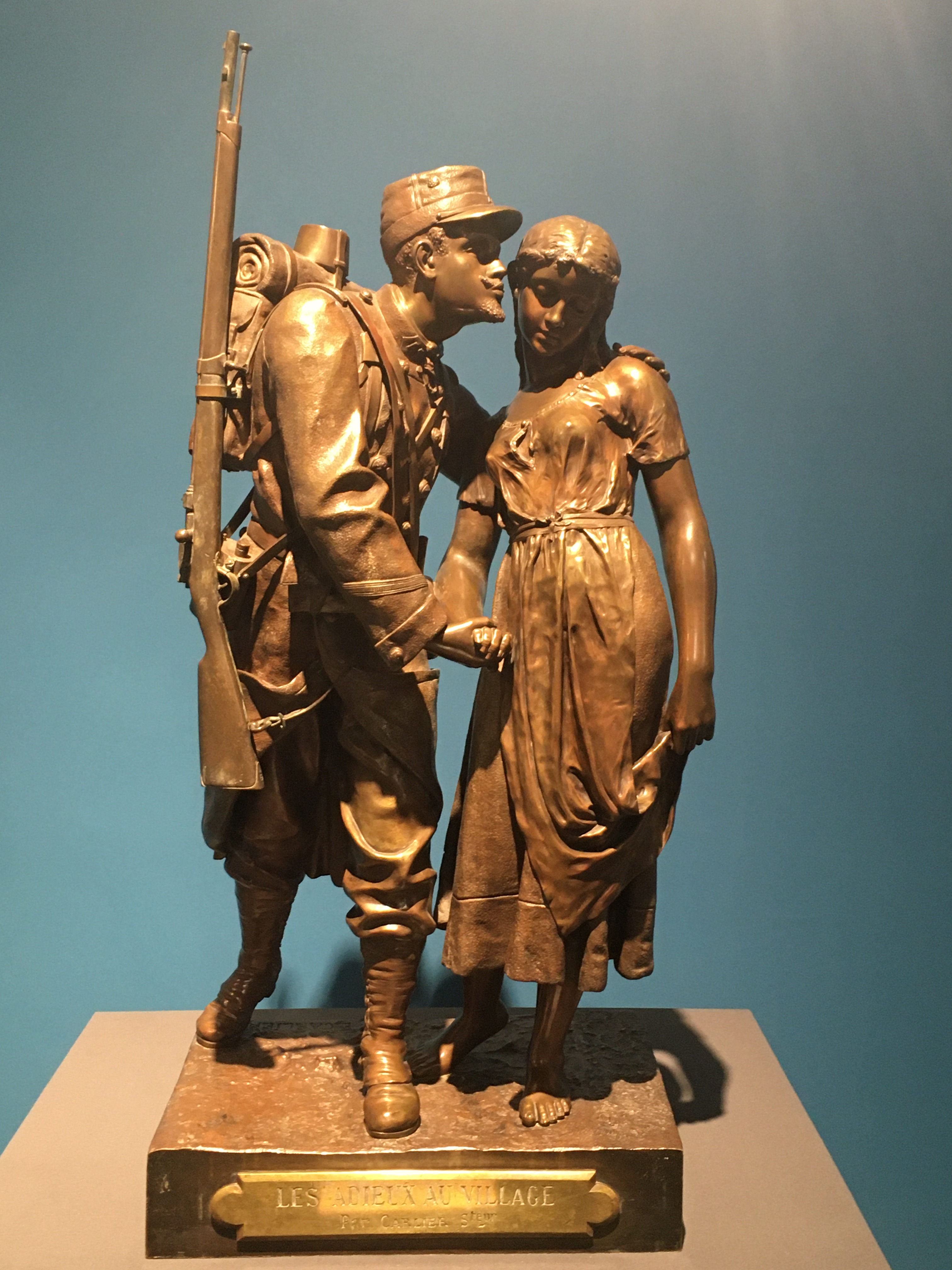
تمثال برونزي بعنوان "وداعًا للقرية" - فن فرنسي
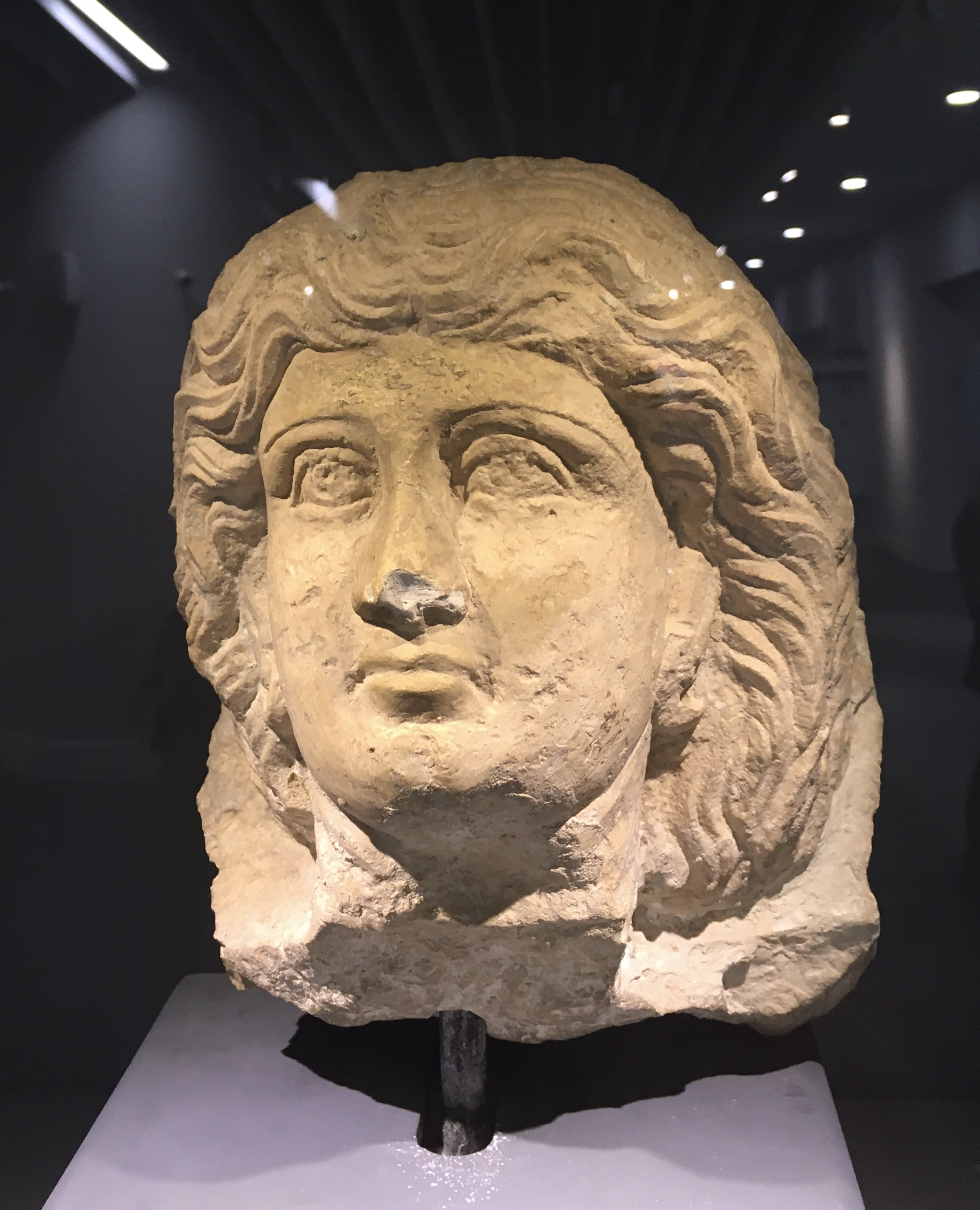
سرديس الإسكندر الأول المقدوني - العصر السلوقي
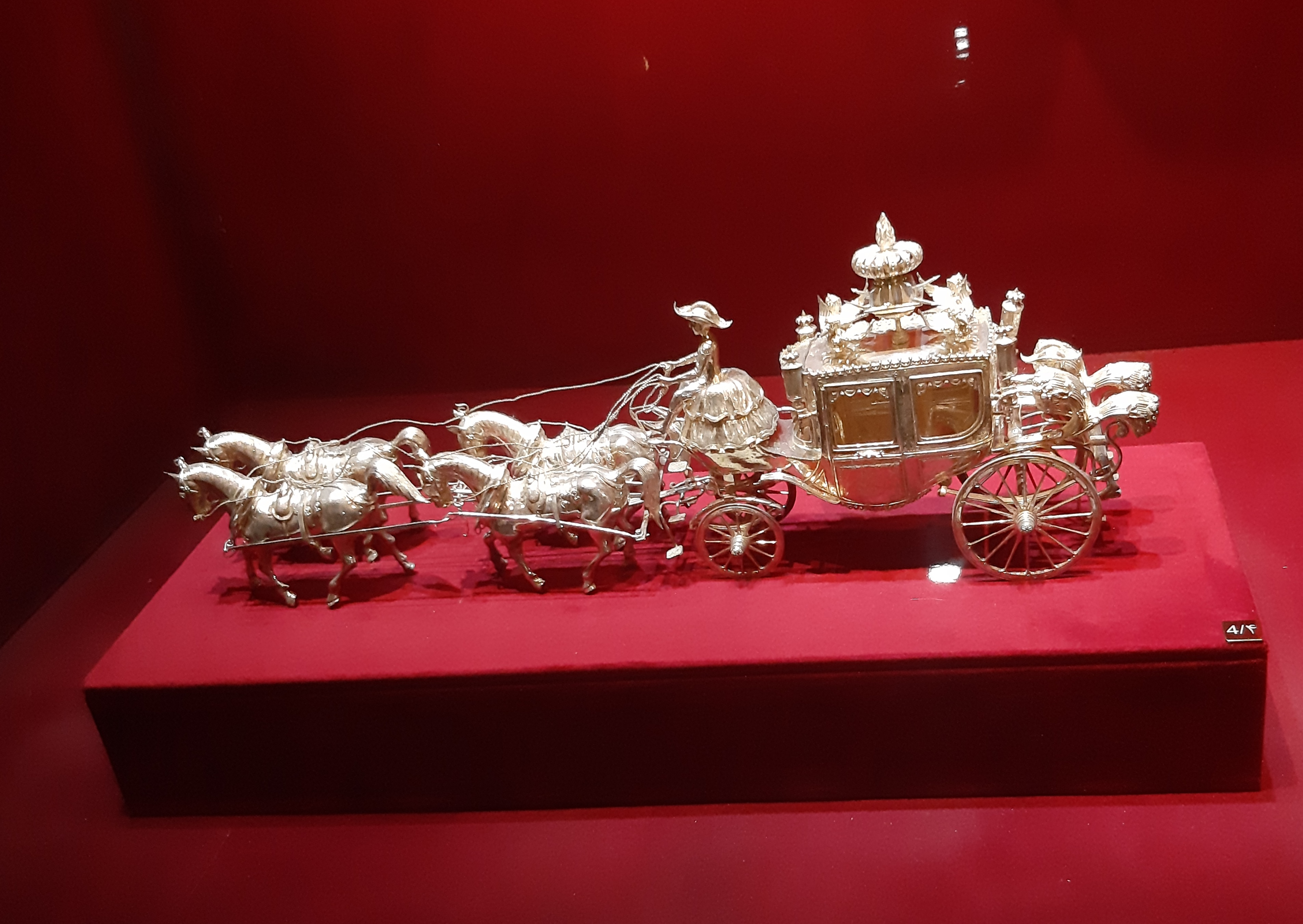
عربة فضية تجرها أربعة خيول
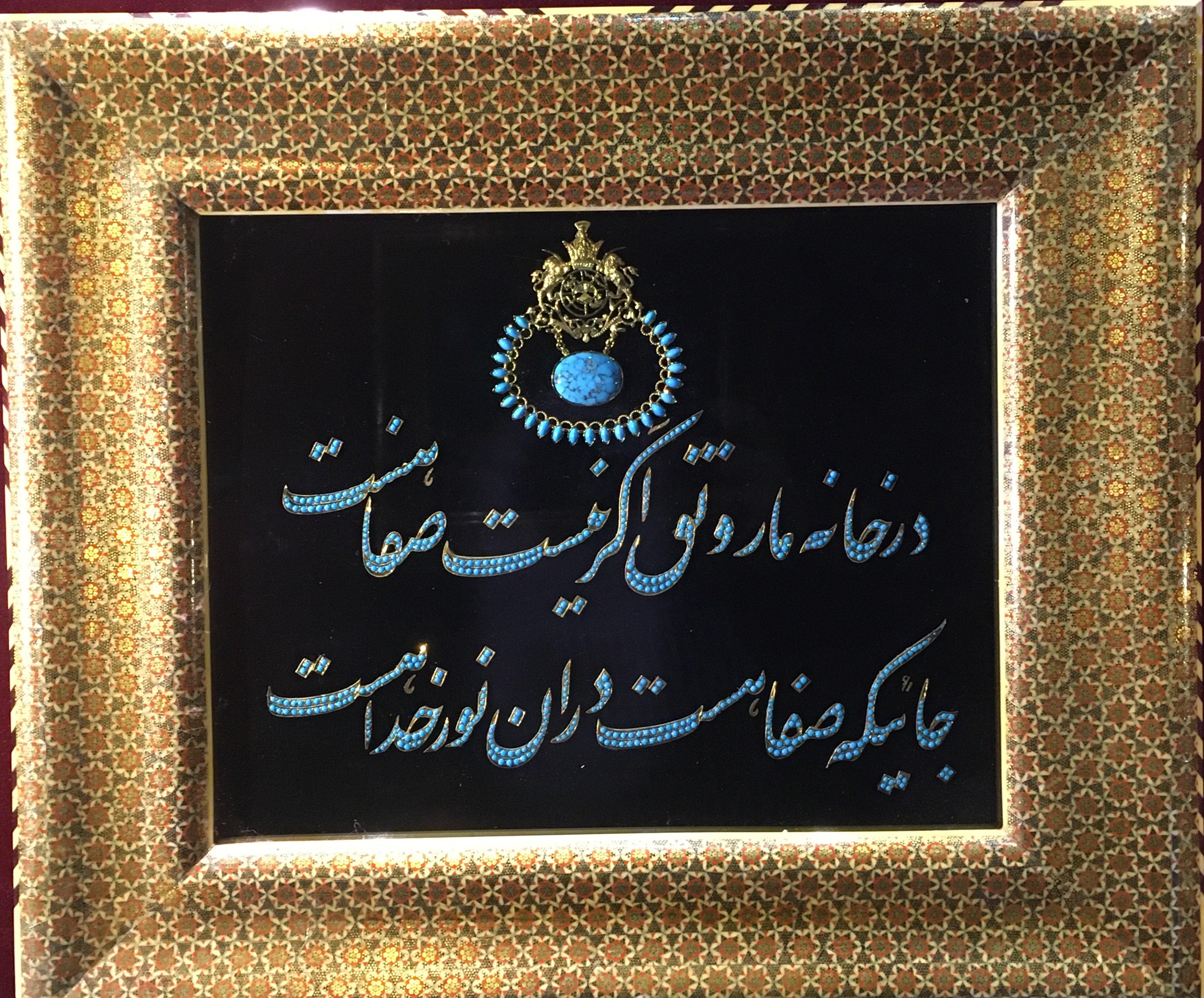
لوحة فيروزية ذات قاعدة ذهبية محفور عليها شعار سلالة بهلوي
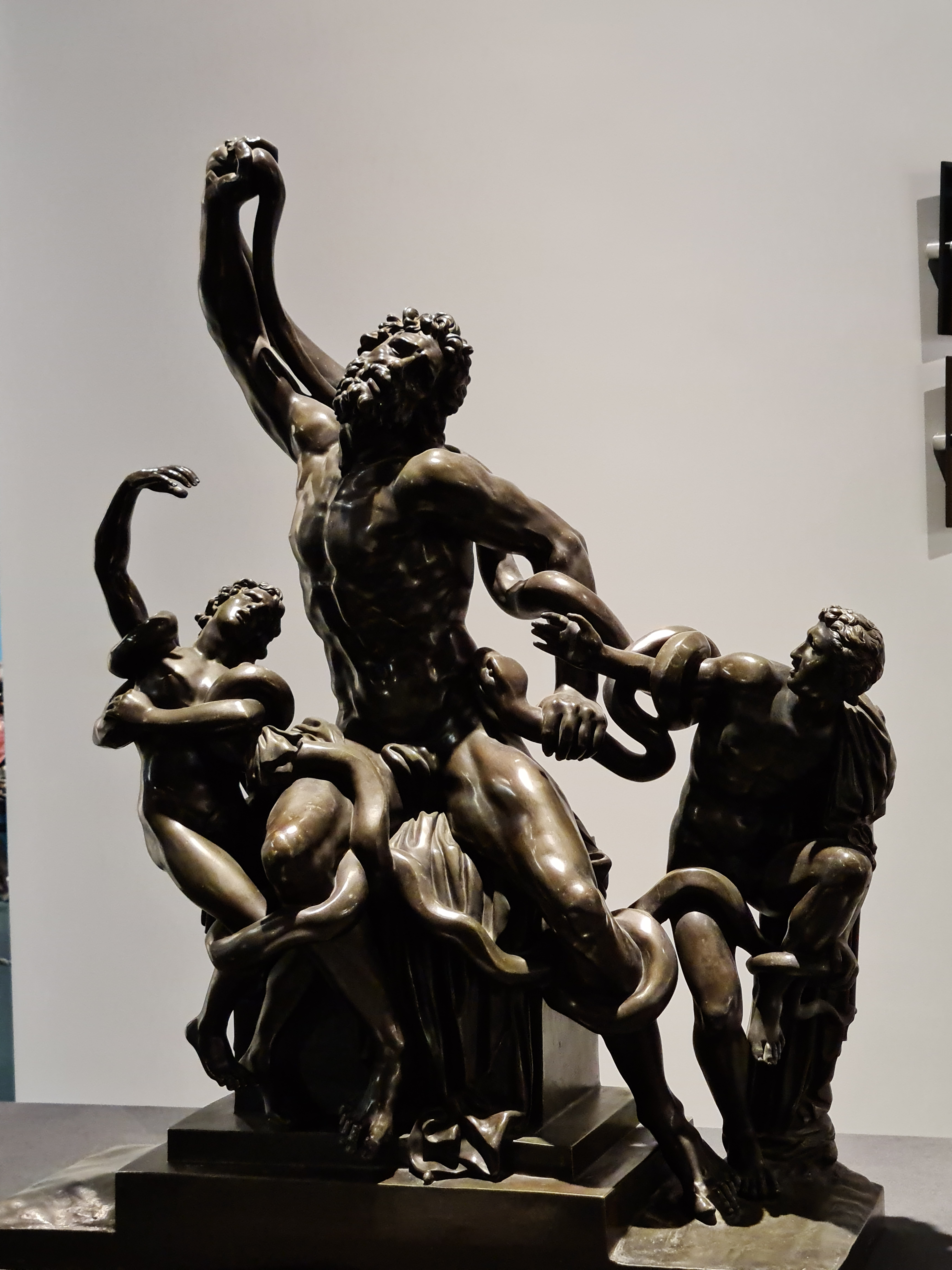
لاوكون وأبناؤه
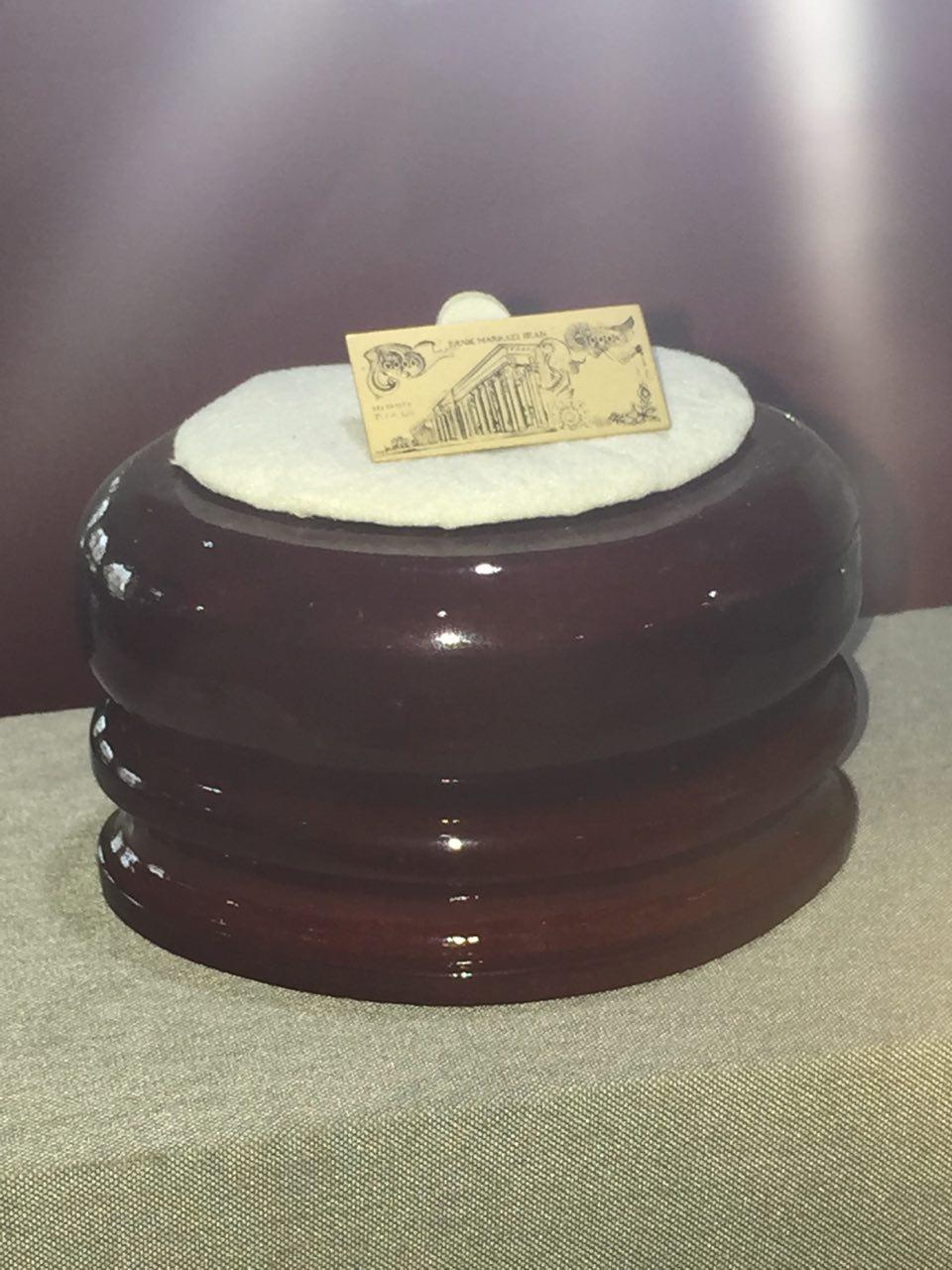
ورقة نقدية ذهبية
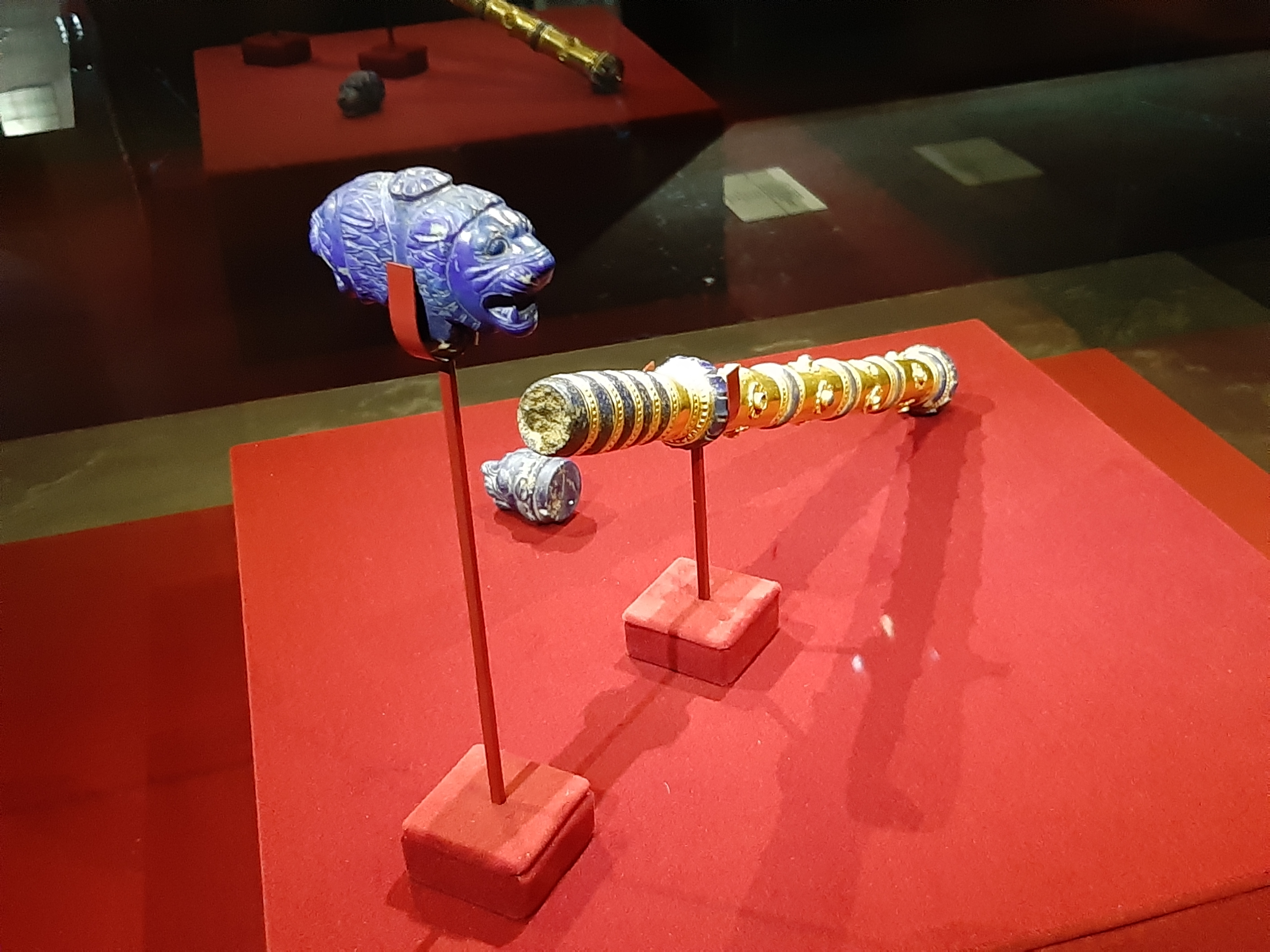
صولجان ملكي مصنوع من الذهب
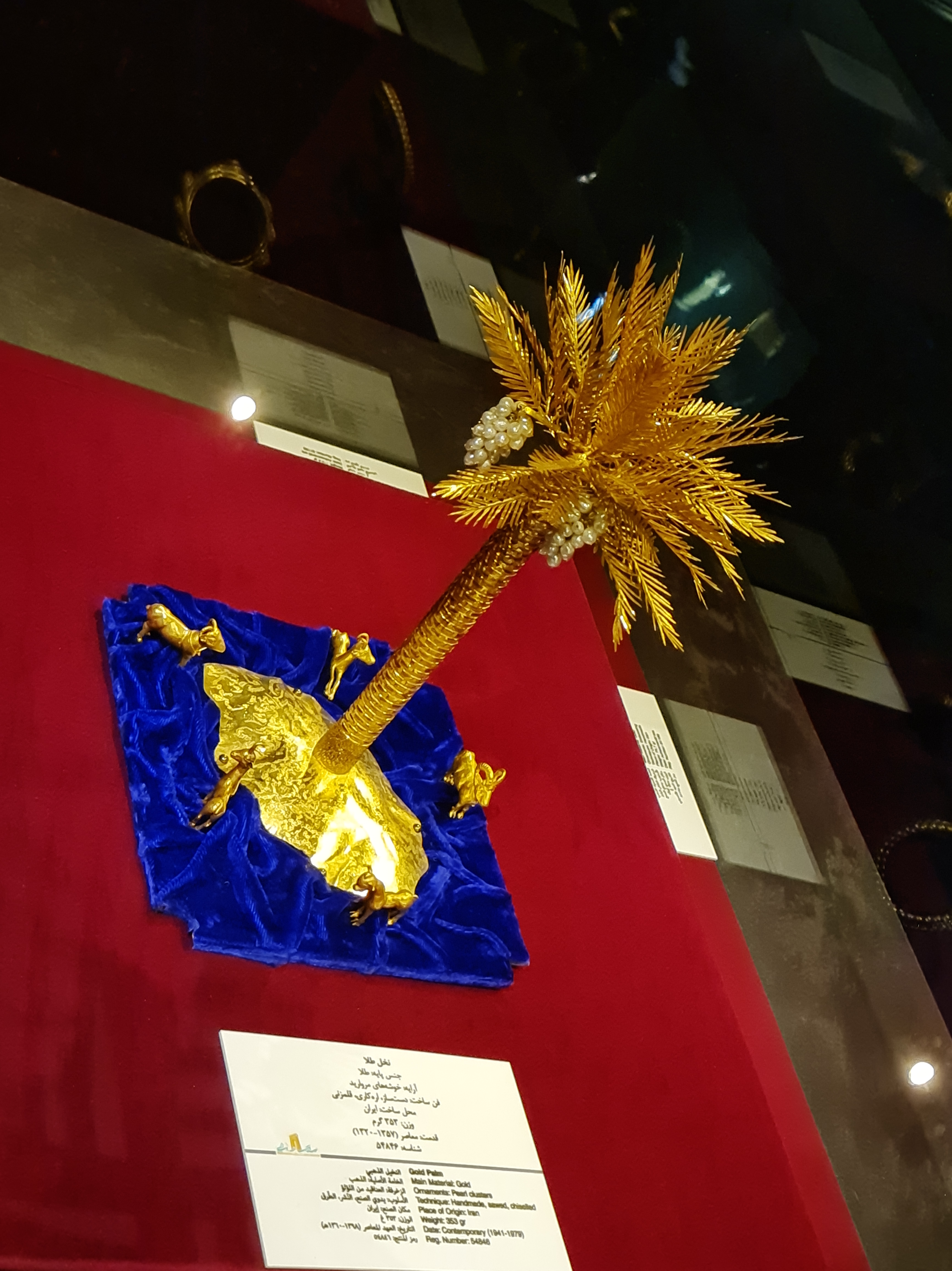
السعفة الذهبية
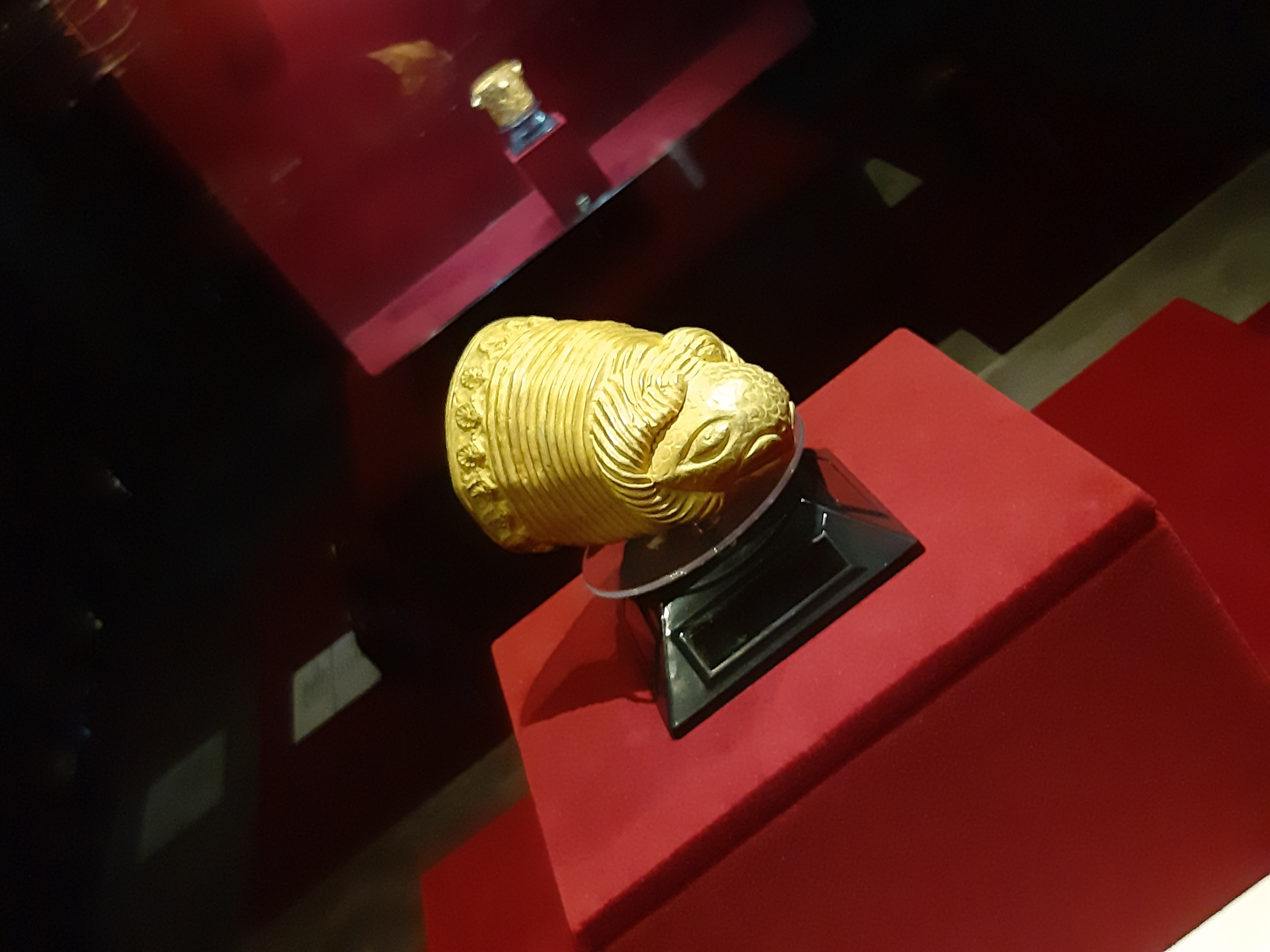
تكوك (رايتون) جولد

## طالع أيضًا
- العملات الإيرانية